# La Virgen, San Diego de la Unión
La Virgen är en ort i Mexiko.   Den ligger i kommunen San Diego de la Unión och delstaten Guanajuato, i den centrala delen av landet, 290 km nordväst om huvudstaden Mexico City. La Virgen ligger 2 102 meter över havet och antalet invånare är 174.
Terrängen runt La Virgen är platt söderut, men norrut är den kuperad. Runt La Virgen är det ganska glesbefolkat, med 31 invånare per kvadratkilometer. Närmaste större samhälle är San Diego de la Unión, 17,0 km nordost om La Virgen. Omgivningarna runt La Virgen är i huvudsak ett öppet busklandskap.